# Chute libre (Black Mirror)
Chute libre (Nosedive) est le premier épisode de la saison 3 de Black Mirror. Il a été diffusé pour la première fois le 21 octobre 2016 sur Netflix.
Dans une société régie par la côte personnelle et les notes, Lacie veut tout faire pour obtenir l'appartement de ses rêves. Quand son amie d'enfance au statut irréprochable lui demande d'être sa demoiselle d'honneur, Lacie voit l'opportunité d'améliorer sa note et réaliser ses rêves.

## Résumé
L'histoire se déroule dans un monde où chaque personne note les autres de 0 à 5, les mieux notés ayant accès à de meilleurs services. Lacie ne vit que pour améliorer sa note de 4,2 et cherche à quitter l'appartement qu'elle partage avec son frère, qui méprise le système de notation, pour les beaux quartiers. Elle se montre donc extrêmement polie et recherche toujours à obtenir l'approbation générale, quitte à mal noter un collègue qu'elle apprécie. Lacie est également en admiration devant Naomi, sa belle amie d'enfance qui a toujours maintenu sa note au-dessus de 4,6 dont elle garde le souvenir en scrutant ses profils sur les réseaux sociaux et en conservant une peluche qu'elles ont faite ensemble alors qu'elles avaient 5 ans.
Lacie trouve l'appartement idéal où elle pourrait vivre une vie de couple lisse et parfaite mais elle doit obtenir la note minimum de 4,5 pour avoir droit à une réduction de loyer. Sur l'avis d'un conseiller en cotation, elle tente de dresser une image plus personnelle d'elle-même et poste une photo de sa peluche. Peu après, Naomi la contacte : elle vient de se fiancer et demande à son amie d'enfance d'être sa demoiselle d'honneur. Lacie y voit une chance unique, par un discours millimétré, de faire grimper sa note et prépare alors minutieusement son texte.
Le jour de son départ, Lacie commet quelques faux pas (se dispute avec son frère, renverse la boisson d'une passante et prend son taxi en retard) si bien que sa note baisse légèrement mais suffisamment pour qu'à l'aéroport, elle ne puisse pas prendre le vol prévu. Elle commence alors à s'énerver et devenir grossière, elle est interdite de vol et l'agent de sécurité la sanctionne d'une baisse de note temporaire d'un point, ainsi qu'une « double pénalité » : chaque mauvaise note obtenue dans les 24 heures comptera double dans sa cote. Elle en est réduite à louer une voiture mais sa note, encore en baisse pour son début de scandale à l'aéroport, la contraint de prendre une voiture électrique dépassée. Quand la batterie tombe en panne et qu'elle ne trouve pas d'adaptateur, Lacie est finalement prise en stop par une camionneuse (notée à 1,4/5) qui comprend vite sa situation. La camionneuse raconte son histoire : elle-même autrefois était notée 4,6, mais sa note n'a pourtant pas permis à son mari de bénéficier des soins nécessaires pour le cancer qui l'a emporté, et elle a décidé de renoncer à la superficialité de ce système.
Au matin, après avoir roulé toute la nuit, Lacie est déposée par la camionneuse à environ 50 kilomètres du lieu du mariage. Elle parvient à se faire transporter par un groupe de cosplayeuses mais, en route, Naomi a vu la note de Lacie à 2,8 et refuse catégoriquement qu'une personne de son statut vienne, révélant qu'elle comptait uniquement sur la note de 4,2 que Lacie avait auparavant pour encore améliorer sa note. Furieuse et profondément blessée, Lacie décide malgré tout d'aller au mariage, empruntant un quad et s'introduisant par effraction dans le quartier résidentiel de Naomi, réservé aux personnes à une note supérieure à 3,8. Elle parvient à s'emparer du micro et commence, sale et ivre, un discours à cœur ouvert, révélant son admiration pour Naomi, son soutien quand Lacie a souffert de boulimie et sa douleur de la voir lui tourner le dos pour une vie en apparence parfaite, d'autant qu'elle avait couché avec son petit-ami.
Lacie est finalement arrêtée, sa note ayant chuté après son discours. Elle finit en cellule et voit un homme, lui aussi en cellule, en train de l'observer. Sans moyen de le noter, elle commence à lui faire des reproches et peu à peu, ils se lancent dans un concours d'insultes libératrices pour Lacie.
Cet épisode de Black Mirror est intéressant car il donne à réfléchir sur l'emprise de la technologie sur la société et sur les mentalités. De plus, il aborde des sujets tels que la socialisation, la déviance, le contrôle social, la marchandisation des données, la hiérarchie sociale ou encore les réseaux sociaux en illustrant par une fiction les problématiques de la société.

## Production

### Scénario
Le premier épisode de la saison 3 de la série Black Mirror a été écrit par Rashida Jones et Mike Schur d'après une histoire de Charlie Brooker.

### Distribution
- Bryce Dallas Howard : Lacie Pound
- Alice Eve : Naomi Blestow
- Cherry Jones : Susan
- James Norton : Ryan
- Alan Ritchson : Paul
- Daisy Haggard (en) : Bets
- Susannah Fielding : Carol
- Michaela Coel : Guichetière de l'aéroport
- Demetri Goritsas : Hansen
- Kadiff Kirwan : Chester
- Sope Dirisu : Prisonnier
- Clayton Evertson : Ted

## Accueil
L'épisode Chute libre est arrivé à la 11e position des épisodes de la série Black Mirror d'après le classement des Inrocks.

## L'épisode dans la réalité

### Le système de note sociale en Chine dès 2020
La Chine travaille depuis 2014 sur un système de crédit social, qui devrait être opérationnel et obligatoire en 2020, dont le but est de noter les citoyens,. Ainsi, mal garer un vélo, fumer dans un espace public, être grossier ou autres exactions donneront suite à une dénotation. Le but de cette politique est de limiter les comportements inciviques en mettant en place des sanctions pour les personnes mal notées, comme l’impossibilité de prendre l’avion ou le train,  pouvant atteindre une période d’un an. Le système fait l'objet de vives critiques, lui reprochant d’être la retranscription de Big Brother dans notre réalité.